# Тоштет
Тоштет (њем. Tostedt) општина је у њемачкој савезној држави Доња Саксонија. Једно је од 42 општинска средишта округа Харбург. Према процјени из 2010. у општини је живјело 13.186 становника. Посједује регионалну шифру (AGS) 3353035.

## Географски и демографски подаци
Тоштет се налази у савезној држави Доња Саксонија у округу Харбург. Општина се налази на надморској висини од 61 метра. Површина општине износи 48,2 km². У самом мјесту је, према процјени из 2010. године, живјело 13.186 становника. Просјечна густина становништва износи 273 становника/km².

## Међународна сарадња
| Мјесто  | Држава    | Врста сарадње | Од    |
| ------- | --------- | ------------- | ----- |
| Лубачов | Пољска    | партнерство   | 1992. |
|         | Француска | партнерство   | 1989. |
| Извор   |           |               |       |